# Nachikatsuura
Nachikatsuura (那智勝浦町?) è una cittadina giapponese della prefettura di Wakayama. Ospita il santuario di Kumano Nachi Taisha.